# 메탄올 독성
메탄올 독성(methanol toxicity) 또는 메탄올 중독(methanol poisoning)은 메탄올에 의한 중독이다. 증상으로는 의식수준의 저하, 신체 능력의 빈약화, 구토, 복통, 호흡에 의한 특이적인 구취 등이 나타난다. 빠른 경우에는 노출된 지 12시간 후에 시각 장애가 생길 수 있다. 장기적인 증상에는 실명이나 신부전이 발생할 수 있다. 소량의 메탄올을 잘못 마신다고 해도 독성이 있어서 사망하는 경우도 있다.
메탄올이 체내로 들어오면 폼알데하이드와 폼산으로 분해돼 독성을 유발한다. 사고로 인해 잘못 마시거나 자살 시도로 인해 메탄올을 마시기도 한다. 드물게는 메탄올에 광범위하게 피부가 닿았거나 메탄올 증기를 들이마셔 중독되기도 한다. 진단은 산증이 있거나 삼투압차이가 높을 때는 메탄올 중독을 의심할 수 있고, 혈액에서 메탄올 농도를 직접 측정하여 확진한다. 비슷한 증상을 일으키는 다른 원인에는 감염, 메탄올 이외의 유독 알코올류 섭취, 세로토닌 증후군, 당뇨병성 케톤산증이 꼽힌다.
조기치료 시 회복 확률은 높다. 치료는 환자를 안정한 상태로 만든 후 해독제를 사용한다. 우선시되는 해독제는 포메피졸이지만, 없을 때는 메탄올보다 체내에 포섭되기 쉬운 에탄올을 해독길항제로 사용한다. 장기의 손상이나 산증이 심할 때는 혈액 투석이 쓰이는 경우도 있다. 그 이외의 치료법에는 탄산수소 나트륨, 엽산, 티아민의 사용을 꼽을 수 있다.
마시기 위한 알코올이 오염된 경우 메탄올 섭취가 발발한다. 이러한 중독은 개발도상국에서 더 흔하다. 2013년 기준 미국에서는 1,700건 이상의 메탄올 중독이 발생했다. 이 중 대부분은 성인 남성이었다. 메탄올의 독성은 늦어도 1856년에 처음 기술되었다.

## 증상과 징후
메탄올 중독 시 초기에는 중추신경계의 억제, 두통, 어지럼증, 메스꺼움, 협조 상실, 혼란 등의 증상이 나타난다. 많은 양을 섭취했을 경우 의식 상실이나 사망으로까지 이어질 수 있다. 메탄올에 노출되었을 때 초기 증상은 같은 양의 에탄올을 섭취했을 때보다 약하게 시작된다.. 그러나 초기 증상 이후 처음 메탄올을 섭취한 지 10 ~ 30시간 가량이 지나면 시각 저하나 완전한 상실, 산증이나 흔하진 않지만 심각한 합병증인 조가비핵의 출혈 등이 발생한다. 이런 증상이 나타나는 이유는 혈액 내에 독성이 있는 폼산염이 축적되기 때문이며, 심할 경우 호흡부전으로 인한 사망으로까지 진행할 수 있다. 신체검사 소견으로는 빈호흡(호흡이 빨라짐)이 있을 수 있으며, 눈에서는 동공의 확대(산동)과 시신경유두의 충혈, 망막의 부종 등이 보이기도 한다.

## 원인
메탄올은 사람에게 매우 유독하다. 순수한 메탄올을 단 10mL만 마셔도 체내에서 폼산으로 대사되어 시신경을 파괴하고 영구적인 시각장애를 일으킬 수 있다. 15mL 정도만 되어도 잠재적으로는 생명에 치명적일 수 있으나, 일반적인 순수한 메탄올의 반치사량은 100mL(체중 1kg당 1 ~ 2mL) 정도로 알려져 있다. 메탄올의 기준선량은 하루에 0.5mg/kg이다.

## 기전
메탄올은 두 가지 기전을 통해 독성을 가진다. 첫 번째, 메탄올을 마시거나 흡입하여, 또는 피부에 닿아 흡수했을 때 에탄올 중독과 마찬가지로 메탄올은 중추신경계를 억제하여 치명적인 효과를 유발한다. 두 번째, 메탄올은 간의 알코올 탈수소효소에 의해 폼알데하이드를 거쳐 폼산(체내에서 폼산염 이온으로 존재)으로 대사된다. 메탄올은 처음에는 알코올 탈수소효소에 의해 폼알데하이드로 변환되고, 그 후 알데하이드 탈수소효소가 작용하여 폼산(폼산염)으로 변한다. 알데하이드 탈수소효소는 폼알데하이드를 전혀 남기지 않고 완전히 폼산으로 변환시킨다. 폼산염은 미토콘드리아의 사이토크롬 c 산화효소를 억제하여 세포 수준에서 저산소증을 일으키고, 다른 많은 전해질장애 중에서도 특히 대사성 산증을 일으켜 유독성을 띤다.

## 유명 메탄올 중독 사건
- 휴대전화 부품공장 파견노동자 메탄올 중독 실명 사건